# كليفورد م هاردن
كليفورد م هاردن (بالإنجليزية: Clifford M. Hardin) (و. 1915 – 2010 م) هو سياسي، وبروفيسور (أستاذ جامعي) من الولايات المتحدة الأمريكية ولد في مقاطعة هنري.
وهو عضو في الحزب الجمهوري .

## التعليم
تعلم في جامعة بوردو.

## روابط خارجية
- كليفورد م هاردن على موقع مونزينجر (الألمانية)
- كليفورد م هاردن على موقع إن إن دي بي (الإنجليزية)